# Julian Rachlin
Julian Rachlin, litovski violinist in violist, * 8. december 1974, Vilna, Litva.
Rachlin je bil rojen v Vilni, leta 1978 pa je s starši emigriral v Avstrijo. Leta 1983 je začel študij na dunajskem konservatoriju. Kot čudežni otrok je nastopil na prvem javnem nastopu leta 1984. Odtlej nastopa z najuglednejšimi orkestri, dirigenti in komornimi skupinami po vsem svetu.